# Wrestle Kingdom 16
Wrestle Kingdom 16 fue la decimosexta edición de Wrestle Kingdom, un evento de lucha libre profesional (o puroresu) promovido por New Japan Pro-Wrestling (NJPW) que se llevó a cabo los días 4 y 5 de enero de 2022 en la ciudad de Tokio, Japón en el recinto deportivo del Tokyo Dome, y el 8 de enero de 2022 en la ciudad de Yokohama, Japón en el Yokohama Arena.

## Producción
Wrestle Kingdom es considerado el evento insignia de New Japan Pro-Wrestling, y que continúa  la tradición anual (proveniente desde 1992) de la empresa nipona en efectuar un evento en el Tokyo Dome, el 4 de enero de cada año como una celebración del Año Nuevo.
Debido a su legado, este evento ha sido descrito como un equivalente de WrestleMania en Japón en cuanto a su alcance en la lucha libre profesional.
Wrestle Kingdom 16 se anunció oficialmente durante el evento Wrestle Grand Slam in MetLife Dome el 4 de septiembre de 2021. Confirmándose que nuevamente se llevaría a cabo en dos días seguidos como en las ediciones anteriores, sin embargo, también se anunció la celebración de un día más del evento para el 8 de enero en la ciudad de Yokohama en el Yokohama Arena. El 20 de noviembre, se anunció que la tercera jornada del evento sería producida en conjunto con la empresa Pro Wrestling NOAH.

## Resultados

### Día 1: 4 de enero
En paréntesis se indica el tiempo de cada combate:
- Pre-Show: Toru Yano, Minoru Suzuki, Chase Owens y CIMA ganaron el New Japan Rumble y avanzaron a la final por el Campeonato KOPW 2022 (27:14). 
  - Los otros participantes fueron: Aaron Henare, Kosei Fujita, Yuto Nakashima, Ryohei Oiwa, Master Wato, Hiroyoshi Tenzan, Satoshi Kojima, TAKA Michinoku, Tomoaki Honma, DOUKI, Yuji Nagata, Yoshinobu Kanemaru, Togi Makabe, Bad Luck Fale y Tatsumi Fujinami.
- YOH derrotó a SHO (12:32).
  - YOH cubrió a SHO después de un «Five Star Clutch».
  - Durante la lucha, Dick Togo interfirió a favor de SHO.
- Bullet Club (KENTA, Taiji Ishimori & El Phantasmo) derrotaron a Hiroshi Tanahashi y The Mega Coaches (Ryusuke Taguchi & Rocky Romero) por descalificación (8:40).
  - Tanahashi fue descalificado después de atacar a KENTA con un palo de kendo.
- United Empire (Will Ospreay, Great-O-Khan & Jeff Cobb) (con Aaron Henare) derrotaron a Los Ingobernables de Japón (Tetsuya Naito, SANADA & BUSHI) (9:27).
  - Ospreay cubrió a BUSHI después de un «Hidden Blade».
- Katsuyori Shibata derrotó a Ren Narita (11:46).
  - Shibata cubrió a Narita después de un «PK».
  - Antes de la lucha, Shibata cambió las reglas originales de catch wrestling a una Single Match.
  - Este fue el primer combate de Shibata en la lucha libre profesional tras 4 años de retiro.
- EVIL (con Dick Togo) derrotó a Tomohiro Ishii y ganó el Campeonato de Peso Abierto NEVER (12:10).
  - EVIL cubrió a Ishii después de un «Everything is Evil».
  - Durante la lucha, Togo, Yujiro Takahashi y SHO interfirieron a favor de EVIL, mientras que YOH interfirió a favor de Ishii.
- CHAOS (Hirooki Goto & YOSHI-HASHI) derrotaron a Dangerous Tekkers (Taichi & Zack Sabre Jr.) (con Miho Abe) y ganaron el Campeonato en Parejas de la IWGP (15:27).
  - YOSHI-HASHI cubrió a Taichi después de un «Naraku».
- El Desperado derrotó a Hiromu Takahashi y retuvo el Campeonato Peso Pesado Junior de la IWGP (16:18).
  - El Desperado cubrió a Takahashi después de dos «Pinche Loco».
- Kazuchika Okada derrotó a Shingo Takagi y ganó el Campeonato Mundial Peso Pesado de la IWGP (35:44).
  - Okada cubrió a Takagi después de un «Rainmaker».
  - Después de la lucha, Will Ospreay confrontó a Okada.

### Día 2: 5 de enero
En paréntesis se indica el tiempo de cada combate:
- Pre-Show: Togi Makabe & Great Bash Heel (Tomoaki Honma y Yuji Nagata) derrotaron a Bullet Club (Bad Luck Fale, Gedo & Jado) (6:40).
  - Nagata cubrió a Gedo después de un «Kokeshi Rockett».
- Pre-Show: Hiroyoshi Tenzan, Satoshi Kojima y Master Wato derrotaron a Suzuki-gun (El Desperado, Yoshinobu Kanemaru & TAKA Michinoku) (9:23).
  - Wato forzó a El Desperado a rendirse con un «Recientemente II».
- Pre-Show: Los Ingobernables de Japón (Shingo Takagi, Hiromu Takahashi & BUSHI) derrotaron a Suzuki-gun (Taichi, Zack Sabre Jr. & DOUKI) (10:28).
  - Takagi cubrió a DOUKI después de un «Last of the Dragon».
- Flying Tiger (Robbie Eagles & Tiger Mask IV) derrotaron a Bullet Club (Taiji Ishimori & El Phantasmo) y The Mega Coaches (Ryusuke Taguchi & Rocky Romero) y retuvieron el Campeonato en Parejas Peso Pesado Junior de la IWGP (12:07).
  - Eagles forzó a Romero a rendirse con un «Ron Miller Special».
  - Durante la lucha, el árbitro descalificó de la lucha a Ishimori y El Phantasmo al descubrirse el uso de una pieza de metal en la bota de El Phantasmo.
- Tam Nakano y Saya Kamitani derrotaron a Mayu Iwatani y Starlight Kid (9:14).
  - Kamitani cubrió a Kid después de un «Running Shooting Star Press».
- Minoru Suzuki derrotó a Toru Yano, Chase Owens y CIMA y ganó el Campeonato KOPW 2022 (6:08).
  - Suzuki cubrió a Yano después de un «Gotch-Style Piledriver».
- House of Torture (EVIL, Yujiro Takahashi & SHO)  (con Dick Togo) derrotaron a CHAOS (Hirooki Goto, YOSHI-HASHI & YOH) (con Tomohiro Ishii) y retuvieron el Campeonato en Parejas de Peso Abierto 6-Man NEVER (9:37).
  - SHO cubrió a YOH después de golpearlo con una llave inglesa.
  - Durante la lucha, Togo interfirió a favor de House of Torture, mientras que Ishii interfirió a favor de CHAOS.
- SANADA derrotó a Great-O-Khan (con Aaron Henare) (13:21).
  - SANADA cubrió a O-Khan después de un «O'Connor Bridge».
- Tetsuya Naito derrotó a Jeff Cobb (con Aaron Henare) (15:34).
  - Naito cubrió a Cobb después de un «Destino».
- Hiroshi Tanahashi derrotó a KENTA en un No Disqualification Match y ganó el Campeonato Peso Pesado de los Estados Unidos de la IWGP (22:40).
  - Tanahashi cubrió a KENTA después de un «High Fly Flow» sobre una mesa desde lo alto de una escalera.
- Kazuchika Okada derrotó a Will Ospreay (con Great-O-Khan & Aaron Henare) y retuvo el Campeonato Mundial Peso Pesado de la IWGP (32:52).
  - Okada cubrió a Ospreay después de un «Rainmaker».
  - Después de la lucha, Tetsuya Naito confrontó a Okada.
  - Esta lucha fue calificada con 5.75 estrellas por el periodista Dave Meltzer.

### Día 3: 8 de enero
En paréntesis se indica el tiempo de cada combate:
- Pre-Show: Kosei Fujita y Yasutaka Yano empataron sin resultado (10:00).
  - La lucha resultó en empate cuando superó el tiempo de límite de los 10 minutos reglamentarios.
- Pre-Show: Tencozy (Hiroyoshi Tenzan & Satoshi Kojima) y Yuji Nagata derrotaron a Funky Express (King Tany, Muhammad Yone & Akitoshi Saito) (12:18).
  - Kojima cubrió a Saito después de un «Lariat».
- CHAOS (Tomohiro Ishii, Hirooki Goto & YOSHI-HASHI), Master Wato y Ryusuke Taguchi derrotaron a Daisuke Harada, Hajime Ohara, Daiki Inaba, Yoshiki Inamura y Kinya Okada (11:42).
  - YOSHI-HASHI forzó a Okada a rendirse con un «Boston Crab».
  - Después de la lucha, Ishii e Inamura se atacaron mutuamente.
- SHO derrotó a  Atsushi Kotoge (8:20).
  - SHO cubrió a Kotoge después de golpearlo con una llave inglesa.
- STINGER (Hayata & Seiki Yoshioka) derrotaron a Bullet Club (Taiji Ishimori & Gedo) (con Jado) (5:59).
  - Hayata cubrió a Gedo después de un «Headache».
  - Durante la lucha, Jado interfirió a favor del Bullet Club.
- Suzuki-gun (El Desperado & Douki) derrotaron a  Los Perros del Mal de Japón (Yo-Hey & Nosawa Rongai) (9:09).
  - El Desperado cubrió a Rongai después de un «Pinche Loco».
- Sugiura-gun (Takashi Sugiura & Kazushi Sakuraba) y Toru Yano derrotaron a Suzuki-gun (Taichi, Minoru Suzuki & TAKA Michinoku) (9:37).
  - Suigura cubrió a Michinoku después de un «Olympic Qualifying Slam».
  - Originalmente KENTA iba a participar de la lucha, pero fue reemplazado por Yano debido a una lesión.
- Go Shiozaki y Masa Kitamiya derrotaron a House of Torture (EVIL & Dick Togo) (9:53).
  - Shiozaki cubrió a Togo después de un «Lariat».
- Naomichi Marufuji y Yoshinari Ogawa derrotaron a Suzuki-gun (Zack Sabre Jr. & Yoshinobu Kanemaru) (15:20).
  - Marufuji cubrió a Kanemaru después de un «Shiranui».
- Los Ingobernables de Japón (Tetsuya Naito, Shingo Takagi, SANADA, Hiromu Takahashi & BUSHI) derrotaron a Kongo (Katsuhiko Nakajima, Kenoh, Manabu Soya, Tadasuke & Aleja) (26:33).
  - Takagi cubrió a Tadasuke después de un «Last of the Dragon».
- Kazuchika Okada y Hiroshi Tanahashi derrotaron a Keiji Mutoh y Kaito Kiyomiya (24:34).
  - Okada cubrió a Kiyomiya después de un «Rainmaker».